# Angitia mesoscota
Angitia mesoscota là một loài bướm đêm trong họ Noctuidae.